# Кійончашма
Кійончашма́ (тадж. Қиёнчашма) — село у складі Хатлонської області Таджикистану. Входить до складу Чубецького джамоату району імені Мір Саїда Алії Хамадоні.
Назва означає джерело Кійон. Колишня назва — Кіянчашма-Пойон.
Населення — 448 осіб (2010; 439 в 2009).